# Contamine-sur-Arve
Pour les articles homonymes, voir Contamine.
Contamine-sur-Arve est une commune française située dans le département de la Haute-Savoie, en région Auvergne-Rhône-Alpes. Elle fait partie de l'agglomération du Grand Genève.

## Géographie
Contamine-sur-Arve est une commune de la basse vallée de l'Arve, située à l'ouest de Bonneville, en direction d'Annemasse.

## Urbanisme

### Typologie
Au 1er janvier 2024, Contamine-sur-Arve est catégorisée ceinture urbaine, selon la nouvelle grille communale de densité à sept niveaux définie par l'Insee en 2022.
Elle appartient à l'unité urbaine de Genève (SUI)-Annemasse (partie française), une agglomération internationale regroupant 34  communes, dont elle est une commune de la banlieue,,. Par ailleurs la commune fait partie de l'aire d'attraction de Genève - Annemasse (partie française), dont elle est une commune de la couronne,. Cette aire, qui regroupe 158 communes, est catégorisée dans les aires de 700 000 habitants ou plus (hors Paris),.

### Occupation des sols
L'occupation des sols de la commune, telle qu'elle ressort de la base de données européenne d’occupation biophysique des sols Corine Land Cover (CLC), est marquée par l'importance des territoires agricoles (72,6 % en 2018), en diminution par rapport à 1990 (76,8 %). La répartition détaillée en 2018 est la suivante : 
prairies (49,5 %), zones agricoles hétérogènes (23,1 %), zones industrielles ou commerciales et réseaux de communication (9,8 %), zones urbanisées (8,3 %), forêts (7,3 %), eaux continentales (1,7 %), zones humides intérieures (0,2 %).
L'IGN met par ailleurs à disposition un outil en ligne permettant de comparer l’évolution dans le temps de l’occupation des sols de la commune (ou de territoires à des échelles différentes). Plusieurs époques sont accessibles sous forme de cartes ou photos aériennes : la carte de Cassini (XVIIIe siècle), la carte d'état-major (1820-1866) et la période actuelle (1950 à aujourd'hui).

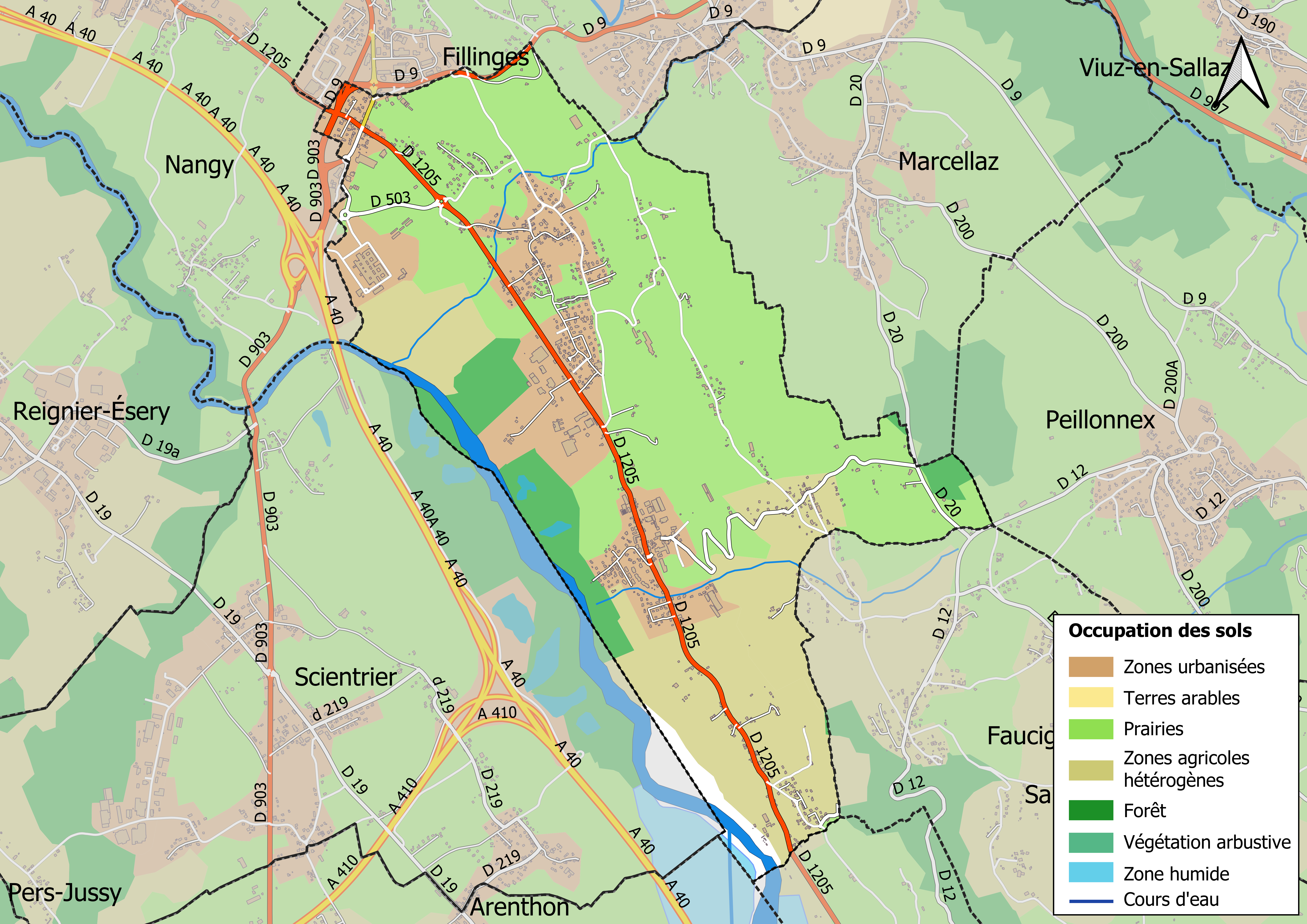
Carte des infrastructures et de l'occupation des sols en 2018 (CLC) de la commune.
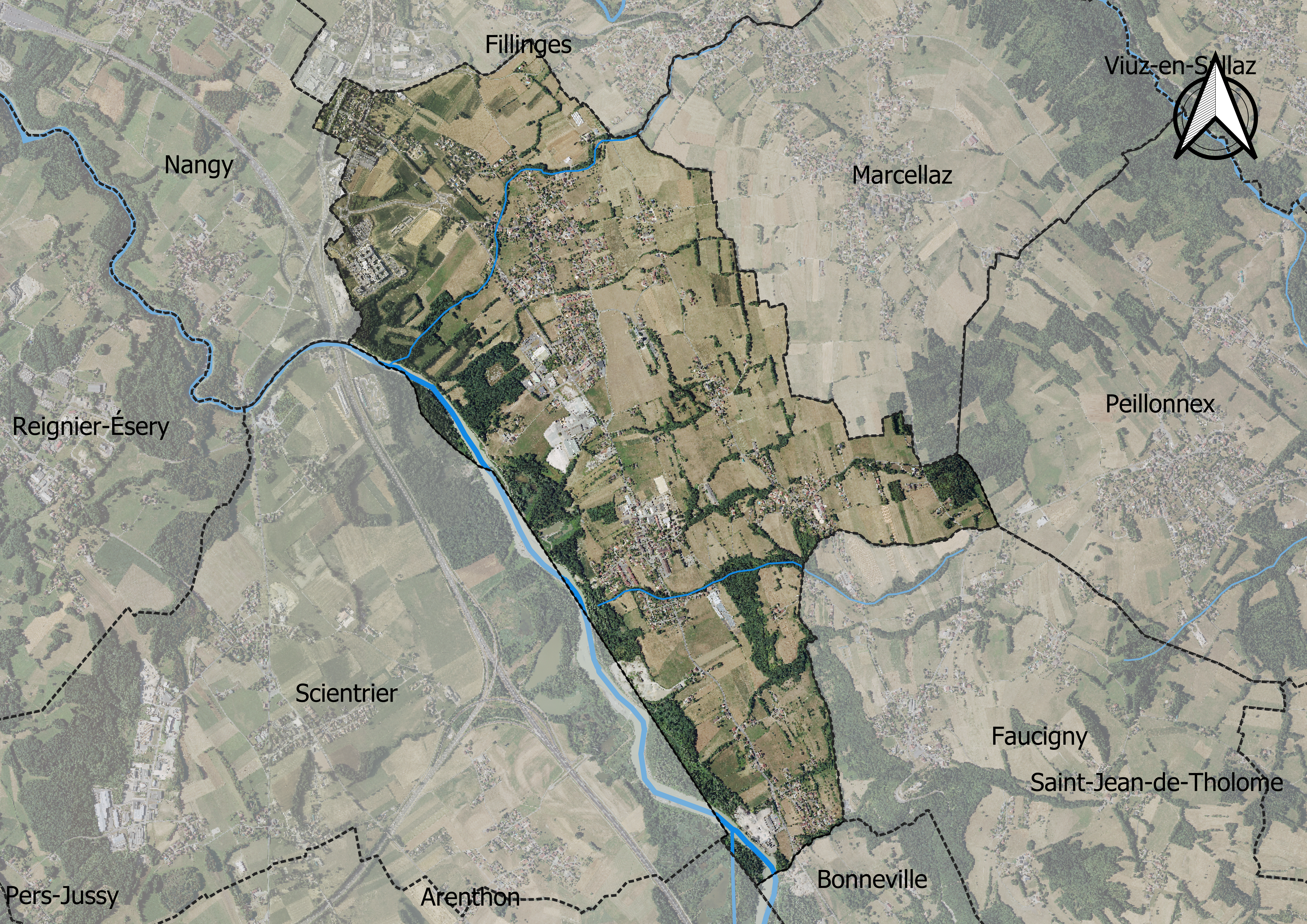
Carte orthophotogrammétrique de la commune.

## Toponymie
La première mention date de l'établissement du prieuré (voir infra) en 1083 où le nom Contamina est utilisé. La forme évolue en Condominio (1119), Contaminia (1154), Condominio (1178), Condamina (1198), Contamina (1201, 1275, 1295, 1329), Condamina (1329), Contamina (1344, 1465).
Du bas latin  *condominium désignant au Moyen Âge une terre, proche du château, réservée au seigneur et exempte de droits, ou quelquefois un terroir soumis à deux seigneurs.
En francoprovençal, le nom de la commune s'écrit Kontamna (graphie de Conflans) ou Contamena (ORB).

## Histoire
L'histoire de la commune débute en 1083 lorsque Guy de Faucigny, évêque de Genève, membre de la puissante famille des sieurs de Faucigny, fait installer un prieuré bénédictin de Contamine-sur-Arve, placé sous l'abbaye de Cluny,, sur la rive droite de l'Arve (Arvam). L'église du prieuré devient, pendant environ deux siècles, la nécropole des sires de Faucigny.
Lors des débats sur la réunion du duché de Savoie à la France en 1859-60, un courant pro-suisse réclame dans la partie nord du duché la réunion à la Suisse voisine. Une pétition rassemble plus de 13 000 signatures dont un peu plus de 150 dans la paroisse. Le duché est réuni à France à la suite d'un plébiscite organisé les 22 et 23 avril 1860 où 99,8 % des Savoyards répondent « oui » à la question « La Savoie veut-elle être réunie à la France ? ».
En 2012, le Centre Hospitalier Alpes Léman (CHAL) ouvre sur le territoire de la commune, à côté de la sortie de l'autoroute A40. Il remplace les hôpitaux d'Annemasse et Bonneville.

## Politique et administration

### Liste des maires
| Période                                  | Période                       | Identité              | Étiquette | Qualité                                                  |
| ---------------------------------------- | ----------------------------- | --------------------- | --------- | -------------------------------------------------------- |
| 30 novembre 1919                         | ?                             | Jules Gay             |           |                                                          |
| Les données manquantes sont à compléter. |                               |                       |           |                                                          |
| 16 septembre 1944                        | 12 décembre 1964 (décès)      | Émile Famel           |           | Résistant                                                |
| décembre 1964                            | 25 mars 1989                  | Marcel Ducrot         |           | Maire honoraire                                          |
| 25 mars 1989                             | ?                             | Jacky Dupont          |           | Premier adjoint du précédent                             |
| Les données manquantes sont à compléter. |                               |                       |           |                                                          |
| mars 2001                                | mai 2020                      | Serge Savoini         | DVD       | Retraité 3e vice-président de la CC Faucigny-Glières     |
| mai 2020                                 | En cours (au 19 janvier 2021) | Aline Watt-Chevallier |           | Commerçante 4e vice-présidente de la CC Faucigny-Glières |
| Les données manquantes sont à compléter. |                               |                       |           |                                                          |

## Population et société

### Démographie
L'évolution du nombre d'habitants est connue à travers les recensements de la population effectués dans la commune depuis 1793. Pour les communes de moins de 10 000 habitants, une enquête de recensement portant sur toute la population est réalisée tous les cinq ans, les populations de référence des années intermédiaires étant quant à elles estimées par interpolation ou extrapolation. Pour la commune, le premier recensement exhaustif entrant dans le cadre du nouveau dispositif a été réalisé en 2006.

En 2022, la commune comptait 2 374 habitants, en évolution de +16,03 % par rapport à 2016 (Haute-Savoie : +6,01 %, France hors Mayotte : +2,11 %).
| 1793 | 1800 | 1806 | 1822 | 1838 | 1848 | 1858 | 1861 | 1866 |
| ---- | ---- | ---- | ---- | ---- | ---- | ---- | ---- | ---- |
| 480  | 534  | 546  | 726  | 765  | 810  | 794  | 790  | 829  |

| 1872 | 1876 | 1881 | 1886 | 1891 | 1896 | 1901 | 1906 | 1911 |
| ---- | ---- | ---- | ---- | ---- | ---- | ---- | ---- | ---- |
| 835  | 832  | 800  | 839  | 819  | 809  | 820  | 773  | 732  |

| 1921 | 1926 | 1931 | 1936 | 1946 | 1954 | 1962 | 1968 | 1975 |
| ---- | ---- | ---- | ---- | ---- | ---- | ---- | ---- | ---- |
| 661  | 677  | 647  | 706  | 695  | 734  | 648  | 727  | 837  |

| 1982 | 1990  | 1999  | 2006  | 2011  | 2016  | 2021  | 2022  | - |
| ---- | ----- | ----- | ----- | ----- | ----- | ----- | ----- | - |
| 882  | 1 125 | 1 343 | 1 512 | 1 599 | 2 046 | 2 315 | 2 374 | - |

### Enseignement
- Lycée agricole ;
- École maternelle ;
- École primaire.

## Culture et patrimoine

### Lieux et monuments

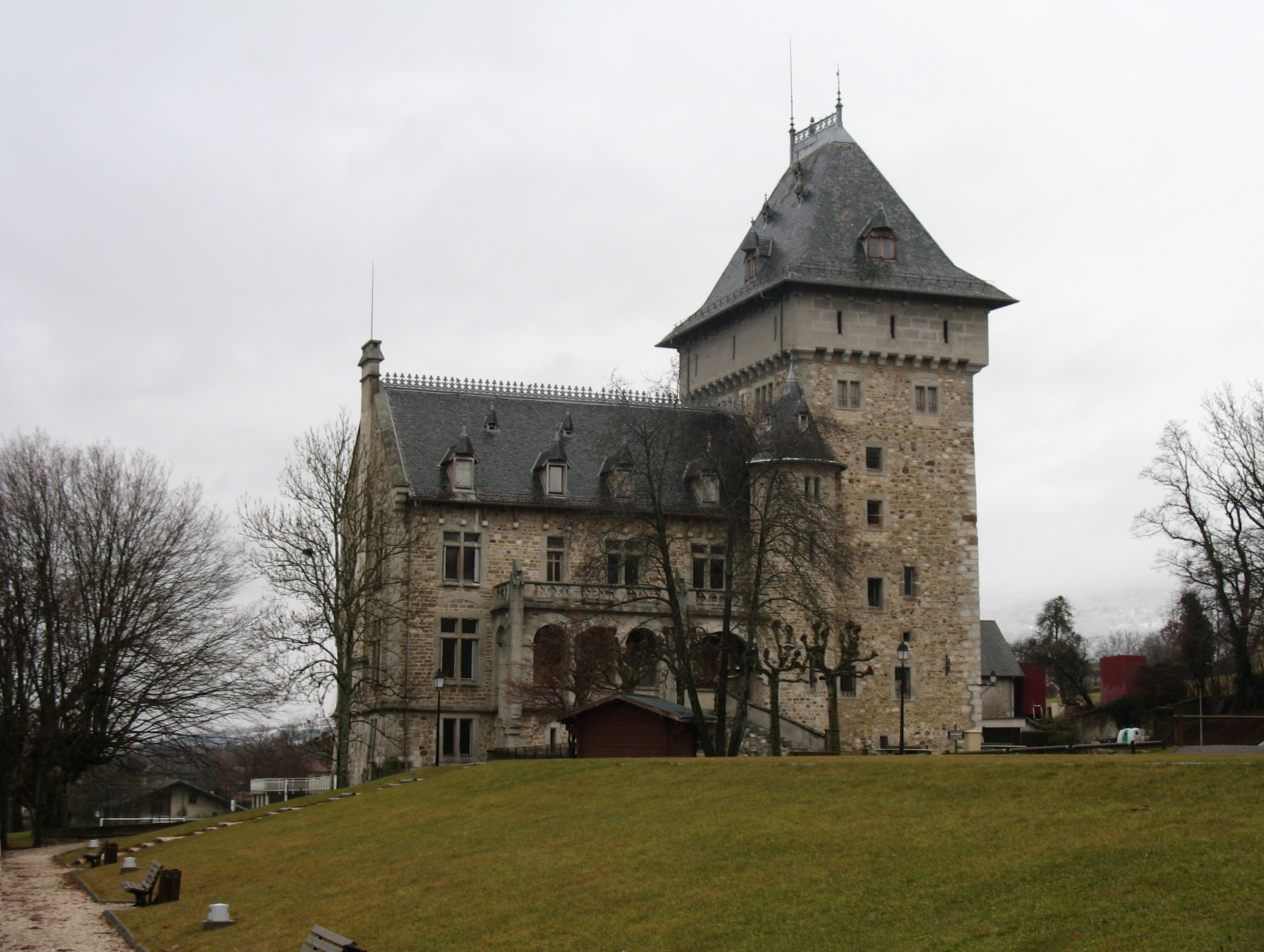
Château de Villy en 2009.

- Prieuré de Contamine-sur-Arve - La Grande Maison.
- Église Sainte-Foy de Contamine-sur-Arve,  Inscrit MH (1909).
- Château de Villy[23],[24],[25].
- Ancien cimetière, inscrit aux monuments historiques à l'exception du monument aux morts.

### Patrimoine culturel
Ce village fait partie des sites de l'abbaye de Cluny, en effet, les moines de cette abbaye ont construit l'église.

### Personnalités liées à la commune
- Guy de Faucigny, il fonde en 1083 le prieuré bénédictin de Contamine-sur-Arve. Ce dernier deviendra le lieu de sépulture des sires de Faucigny[9],[26].
- Michel Butor, poète, romancier et philosophe décédé le 24 août 2016 à Contamine-sur-Arve.